# فرجينيا بيريرا ألفاريز
فرجينيا بيريرا ألفاريز (بالإسبانية: Virginia Pereira Álvarez)‏ هي عالمة وطبيبة فنزويلية، ولدت في 1888 في سيوداد بوليفار في فنزويلا، وتوفيت في 12 أبريل 1947 في فيلادلفيا في الولايات المتحدة.